# Pseuderanthemum biceps
Pseuderanthemum biceps är en akantusväxtart som beskrevs av Gustav Lindau. Pseuderanthemum biceps ingår i släktet Pseuderanthemum och familjen akantusväxter. Inga underarter finns listade i Catalogue of Life.